# Lycosa errans
Lycosa errans là một loài nhện trong họ Lycosidae.
Loài này thuộc chi Lycosa. Lycosa errans được Henry Roughton Hogg miêu tả năm 1905.